# فرودگاه استیجاری ساکرامنتو
فرودگاه سکرامنتو اکزکیوتیو (به انگلیسی: Sacramento Executive Airport) یک فرودگاه همگانی با کد یاتا SAC است که یک باند فرود آسفالت دارد و طول باند آن ۱۶۷۷ متر است. این فرودگاه در شهر ساکرامنتو کشور ایالات متحده آمریکا قرار دارد و در ارتفاع ۷٫۳ متری از سطح دریا واقع شده است.